# لیسار
لیسار یکی از شهرهای استان گیلان در شمال ایران و مرکز بخش کرگان‌رود در شهرستان تالش است.
این شهر با جمعیت ۳،۶۴۷ نفر (برآورد ۱۳۹۵) در بخش کرگان‌رود شهرستان تالش قرار دارد. این شهر بر سر راه ترانزیت تهران - رشت - آستارا قرار داشته و به واسطه قلعه تاریخی صلصال شهرت دارد. فاصله این شهر از تهران در حدود ۴۴۱ کیلومتر می‌باشد. مردم لیسار و بخش کرگان‌رود به زبان ترکی آذربایجانی  و زبان تالشی سخن می‌گویند.

## علت نامگذاری
وجه تسمیه این شهر را که در ریشه در زبان تالشی دارد، به دلیل وجود درختان نارون در آن می‌دانند. نارون در زبان تالشی لی گفته می‌شود و نام لیسار از وجود فراوان این درختان در این محل بوده‌است.
در لغت نامه دهخدا از لیسار به دهستانی یاد می‌شود که در شهرستان طوالش واقع شده و در ۱۸ هزار گزی شمال هشتپر بین شوسه انزلی به آستارا قرار دارد.

## موقعیت و آب و هوا
شهر لیسار به‌دلیل حضور قلعه تاریخی صلصال و به‌دلیل واقع شدن در میان شالیزارهای برنج و باغ‌های گیلاس و نزدیکی به دریای خزر، دارای آب و هوای خاص با قابلیت بالای جذب گردشگر است. اجرای یک طرح گردشگری - اقامتی در این منطقه، بخشی از نوار ساحلی دریای خزر واقع در شهر لیسار، قلعه تاریخی صلصال، منطقه ییلاقی سوباتان (سووتن) و روستای قدیمی اگری‌بوجاق به‌عنوان طرح جامع ملی گردشگری صلصال لیسار به تصویب دولت رسیده‌است.